# Légion fidèle
 (février 2019).
Si vous disposez d'ouvrages ou d'articles de référence ou si vous connaissez des sites web de qualité traitant du thème abordé ici, merci de compléter l'article en donnant les références utiles à sa vérifiabilité et en les liant à la section « Notes et références ».
La Légion fidèle est un bataillon de volontaires vaudois fidèles à Berne créé le 3 février 1798 par le Conseil de guerre de Berne pour se battre contre les invasions françaises de la Suisse en 1792 et 1798. Il était aussi appelé Légion romande ou Bataillon Rovéréa, du nom de Ferdinand Isaac de Rovéréa  qui en avait le commandement. Composé principalement de paysans et d'artisans, le bataillon compte jusqu'à 620 hommes répartis en cinq compagnies.
Le rassemblement des hommes se fait près de Kallnach. La formation est positionnée le 27 février aux avant-postes du Mont Vully,. Ils engagent le combat à Sankt Niklaus le 5 mars contre des unités du général français Schauenburg. La nouvelle de la reddition de Berne entraîne le retrait et, trois jours plus tard, la capitulation de la Légion fidèle.